# Robert Christophe
Robert Christophe   (Marsella, 22 de febrer de 1938 - Morieras d'Avinhon, 18 d'abril de 2016) fou un nedador francès que va competir durant les dècades de 1950 i 1960. Especialista en esquena, durant la seva carrera guanyà 30 títols nacionals, a banda d'establir 26 rècords nacionals i cinc rècords europeus. El 1965, un cop retirat, passà a exercir d'entrenador.
Va disputar tres edicions dels Jocs Olímpics d'Estiu. Els millors resultats els va aconseguir el 1956, a Melbourne, i el 1960, a Roma, on fou quart en la prova dels 100 mestres esquena del programa de natació. El 1964 quedà eliminat en sèries en les dues proves que disputà.
En el seu palmarès també destaquen dues medalles d'or i una de plata al Campionat d'Europa de natació de 1958 i 1962, i una medalla d'or als Jocs del Mediterrani de 1959. El 1962 va formar part de l'equip que va batre el rècord del món dels 4x100 metres lliures.